# Abbeville (Alabama)
 Denne artikel omhandler byen Abbeville (Alabama). Der er også andre byer med dette navn, se Abbeville (flertydig).
Abbeville er en by i den sydøstlige del af staten Alabama i USA. Den er administrativt centrum for det amerikanske county Henry County og har 2.358 (2020) indbyggere.